# Bartłomiej (Kessidis)
Bartłomiej, imię świeckie Ioannis Kessidis (ur. 12 sierpnia 1968 w Kastorii) – grecki duchowny prawosławny, od 2004 biskup pomocniczy metropolii Niemiec Patriarchatu Konstantynopolitańskiego.

## Życiorys
Święcenia prezbiteratu przyjął w 1996 r. 10 czerwca 2004 otrzymał chirotonię biskupią. 